# IP地址欺骗

IP地址欺骗的示例情景

在里面，IP地址欺骗或IP欺骗是指带有假的源IP地址的IP协议分组（数据报），目的是冒充另一个计算系统身份。 使发送方可以保持匿名的一种技术是使用代理服务器。

## 背景
通过互联网网络和许多其他计算机网络发送数据的基本协议是IP协议。该协议规定，每个IP数据报必须有一个包括数据包发送者IP地址的报头。源IP地址通常是数据报发送的地址，但报头中的发送者地址可以被改变，这样对收件人看来，该数据报来自另一个源。
该协议要求接收计算机发回对源地址的响应，因此，欺骗主要用在当发送方不关心响应的情况。
源IP地址仅提供有关发件人的有限信息。 它可以在发送数据包时提供有关地区，城市和城镇的一般信息。 它不提供有关发件人或正在使用的计算机的身份的信息。

## 应用
IP地址欺骗涉及使用一个受信任的IP地址，被网络入侵者用于突破网络安全措施，如基于IP地址的身份验证。这种类型的攻击在存在信任关系的机器之间最为有效。例如，在一些企业网络中，内部系统相互信任是很常见的，这样用户就可以在没有用户名或密码的情况下登录，因为它们已经链接了内部网络上的另一台机器（因此必须已经登录）。通过欺骗来自可信机器的连接，同一网络上的攻击者可以不经身份验证访问目标机器。
IP地址欺骗最常用在拒绝服务攻击，其目的是使目标接受压倒性的流量以过载，攻击者不关心接收到攻击数据报的响应。伪造IP地址的数据报过滤更困难，因为每个伪造数据报是来自一个不同的地址，他们隐藏攻击的真正来源。使用欺骗方法的拒绝服务攻击通常是随机选择整个IP地址空间的任意地址，但更复杂的欺骗机制可以避免选择到不可路由的地址或IP地址空间的未使用部分。大型僵尸网络的增殖使欺骗手段在拒绝服务攻击中并不重要，但攻击者通常可以选择欺骗可以作为工具，如果他们使用它，依赖的攻击包中的源IP地址的合法性来防御拒绝服务攻击会遇上很大麻烦。后向散射是一种用于观察拒绝服务攻击活动的技术，依赖于攻击者使用IP欺骗的有效性。

## 合法用途
使用具有错误源IP地址的数据包并不总是用于恶意企图。例如，在网站性能测试，成百上千的“用户”（虚拟用户）可能被创建，每个都在执行测试网站的测试脚本，以模拟当系统上线和大量用户立刻登录时会发生什么事。
由于每个用户都会有自己的IP地址，商业测试产品（如HP LoadRunner、WebLOAD等）可以使用IP欺骗，同样允许每个用户自己的“返回地址”。

## 易受IP欺骗的服务
易受IP欺骗的配置和服务：
- RPC（远程过程调用服务）
- 使用IP地址认证的任何服务
- X Window系统
- “R”服务套件（rlogin、remote shell（rsh）等）

## 欺骗攻击防御手段
是一种防御IP欺骗攻击的手段。对网络的网关通常执行入口过滤，用内网的源地址来阻止外网的数据包。这可以防止外部攻击者欺骗内部机器的地址。理想情况下，网关也将对传出的数据包执行出口过滤，用外网的源地址阻止内网数据包。这样可以防止网络内的攻击者对来自外部机器进行IP欺骗攻击并进行过滤。
另外建议设计网络协议和服务，使他们不依赖于源IP地址进行身份验证。

### 上层
一些上层协议提供了自己的防御IP欺骗攻击。例如，TCP协议（TCP）使用与远程机器协商的序列号，以确保到达的数据报是已建立连接的一部分。由于攻击者通常不能看到任何响应数据报，必须猜测序列号以劫持连接。然而，在许多旧的操作系统和网络设备中可以预测TCP序列号。

## 其他定义
术语IP地址欺骗有时也用来指“报头伪造”，在电子邮件或Usenet数据报头插入虚假或误导性信息。伪造的报头用于误导收件人或网络应用程序，以了解消息的来源。这是濫發電子訊息和Sporgery的一种常见的技术，某些人想掩盖他们的消息来源来避免被追查。